# Penny Points to Paradise
Penny Points to Paradise è un film comico del 1951 diretto da Tony Young. La pellicola fu il debutto sul grande schermo delle stelle del The Goon Show, Spike Milligan, Harry Secombe e Peter Sellers.
Il film è inedito in Italia.

## Trama
Harry Flakers vince una grande somma alle corse. Lui e il suo amico Spike Donnelly decidono di recarsi al mare nella stessa squallida pensione che hanno sempre frequentato per le vacanze estive, ma quest'anno tutti gli altri ospiti (comprese due giovani donne in cerca di matrimonio, un falso consulente per gli investimenti e un maestro falsario) sono intenzionati a portargli via la fortuna in un modo o nell'altro.
Alla fine i falsari riescono a sostituire banconote false da cinque sterline con quelle vere che Flakers tiene in valigia, ma prima che possano fuggire con i soldi una delle ragazze riceve da Flakers dei contanti per comprare delle sigarette, e viene accusata di aver tentato di smerciare valuta falsa. Segue un grande inseguimento con metà dei personaggi che inseguono l'altra metà attraverso un museo delle cere in cui si sono rifugiati i veri criminali. Il capo falsario si vanta del suo crimine di fronte a quelli che pensa siano due poliziotti di cera, ma che si rivelano essere dei veri membri delle forze dell'ordine.
Alla fine Harry e Spike sposano le due donne.

## Penny Points
Secondo l'opinione dello stesso Peter Sellers "un film terribilmente brutto", Penny Points to Paradise non fu economicamente redditizio al momento dell'uscita iniziale e nel 1960 venne ristampato per la distribuzione all'estero in una versione ridotta da 55 minuti di durata con il titolo Penny Points. Molte scene furono rimosse, e del materiale aggiuntivo non correlato venne incorporato nel film da un cortometraggio comico intitolato Let's Go Crazy (1951) interpretato anch'esso da Sellers. Una copia di questa versione è conservata nel National Film and Sound Archive in Australia.

## Recupero e restauro
Nel 2006 una copia in 16 mm di Penny Points to Paradise fu scoperta negli archivi della Adelphi Films, e nel 2007 una versione parzialmente restaurata della durata di 64 minuti è stata proiettata alla BFI Southbank. Il finanziamento da parte di un fan statunitense di Peter Sellers ha permesso di tentare un restauro completo, utilizzando la stampa da 16 mm come copia di riferimento e lavorando dalle varie fonti di archivio incomplete da 35 mm. La versione risultante di 72 minuti è stata proiettata dal BFI nel luglio 2009, con una successiva versione distribuita in DVD. Vic Pratt, curatore di BFI, lo ha descritto come "un film economico e allegro che è stato girato in sole tre settimane".